# 10778 Marcks
10778 Marcks eller 1991 GN10 är en asteroid i huvudbältet som upptäcktes den 9 april 1991 av den tyske astronomen Freimut Börngen vid Tautenburg-observatoriet. Den är uppkallad efter den tyske konstnären Gerhard Marcks.